# 周院生
周院生（1964年8月—），男，安徽安庆人，中共党员，中国人民大学博士研究生，中华人民共和国政治人物。

## 生平
1985年毕业于安徽师范大学政教系，1988年于中南政法学院（现中南财经政法大学）法律系获法学硕士学位。随后进入司法部工作，曾任司法部律师公证司副司长，中国法律援助基金会秘书长（正局级），律师公证工作指导司司长，行政复议与应诉局局长等职。
2011年12月，获聘为中华全国律师协会秘书长。
2017年10月，任全国律师行业党委副书记。2025年6月，当选中国公证协会会长。